# Dag Solstad

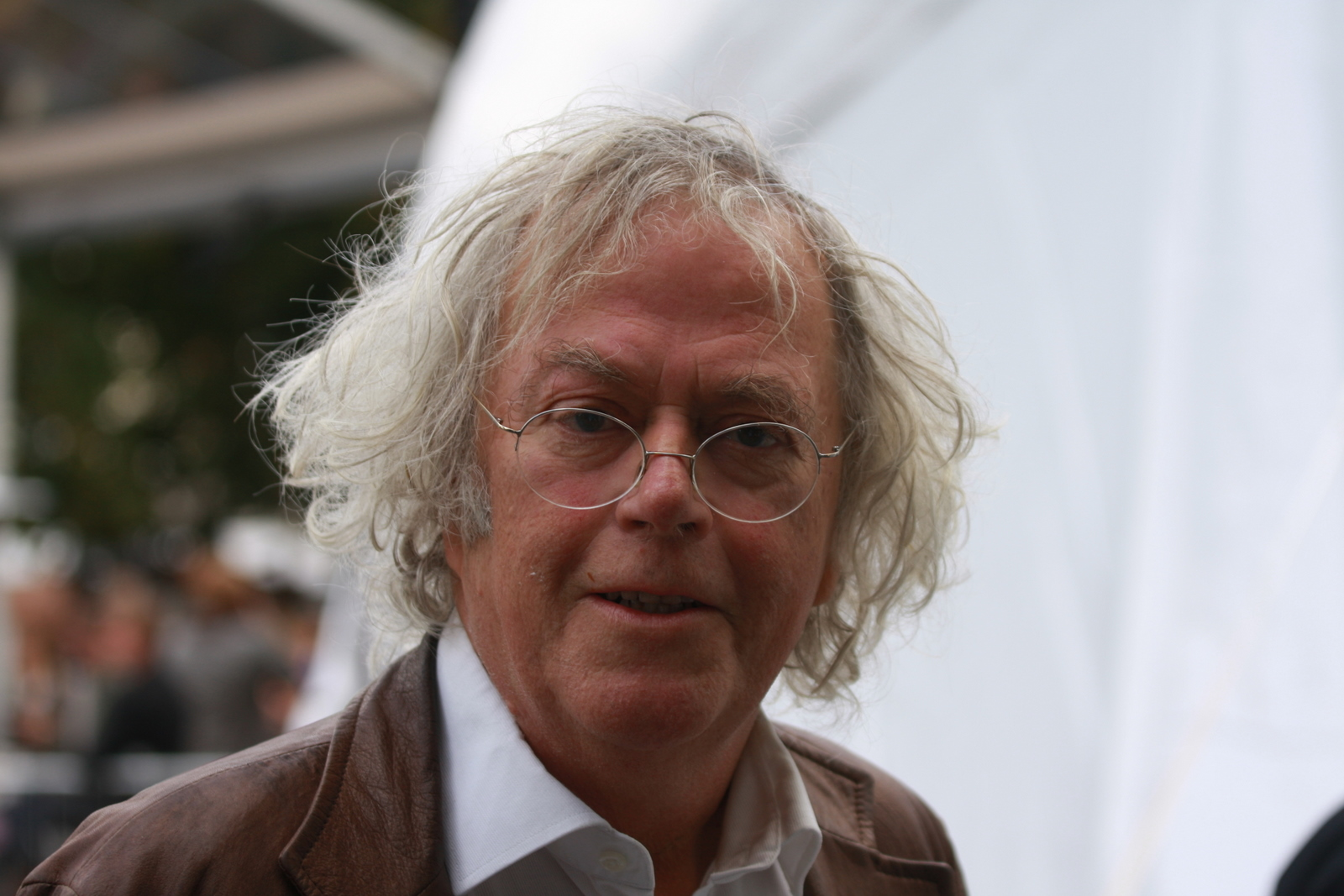
Az Oslo Bokfestival-on, 2010-ben

Dag Solstad (Sandefjord, 1941. július 16. – Oslo, 2025. március 14.) norvég regényíró, novellista és drámaíró, akinek műveit 20 nyelvre fordították le.
Solstad közel 30 könyvet írt, és ő volt az egyetlen szerző, aki háromszor kapta meg a Norvég Irodalmi Kritikusok Díját. 1969-ben Mads Wiel Nygaards-díjjal, 1989-ben az Északi Tanács Irodalmi Díjával tüntették ki a Roman 1987-ért, 2006-ban pedig a Brage-díjjal az Armand V-ért.

## Életrajza
Sandefjordban született Ole Modal Solstad kereskedő és Ragna Sofie Tveitan gyermekeként. A művészeti vizsgát követően Kabelvågban tanárként és a Tiden című újság újságírójaként dolgozott. Ezután beiratkozott az Oslói Egyetemre, ahol a Profil című irodalmi folyóirat munkatársa volt. Solstad 1965-ben debütált irodalmilag a Spiraler című novellagyűjteményével, amelyet az irodalmi modernizmus hatott, és a következő évben teljes munkaidős íróként kezdett dolgozni. Második könyve, a Svingstol szöveggyűjtemény 1967-ben jelent meg. Az 1960-as évek végén Solstadra erős hatással volt Witold Gombrowicz lengyel emigráns író és strukturális gondolkodása, Solstad 1968-ban a Vinduet című irodalmi folyóiratban ismertette gondolatait.
Solstad 1969-ben debütált regényíróként, az Irr! Grønt! című regényével. Az 1970-es években a maoista Munkáskommunista Párt tagja volt. A politikai témák több ebből az időből származó művében is jelen vannak, például az 1971-es Arild Asnes, 1970 című regényében.
Øystein Rottem 1997-től kezdődő irodalomtörténetében Solstad eddigi szerzőségének négy különálló szakaszát veszi figyelembe. A modernista szakaszt (1965–1971) egy realista szakasz (1974–1980) követte politikai aktivizmussal. Munkái ebben a szakaszban a 25. septemberplassen (1974), a Kamerat Stalin, eller familien Nordby (1975) propagandajáték és a háborús trilógia (1977, 1978, 1980). A harmadik szakaszt (1980–1990 után) az önbocsánatkéréssel járó időszaknak tekintik. 1982-ben jelent meg a Gymnaslærer Pedersens beretning om den store politiske vekkelse som har hjemsøkt vårt land című regénye, amely az 1970-es évek elején egy politikailag aktív larviki tanárról szól; a Gymnaslærer Pedersen című filmadaptációt Hans Petter Moland rendező készítette 2006-ban. Solstad későbbi alkotásai közül több is tartalmaz autofikciós elemeket, ahol maga a szerző is jelen van szereplőként, vagy a történet részét képezik a fiatalkori események.
Első házasságát Erna Irene Asp-el kötötte 1968-ban. 1983 és 1990 között Tone Elisabeth Melgård házastársa volt. 1995-ben feleségül vette Therese Bjørneboe újságírót, és így Jens Bjørneboe író veje volt.
Solstad részmunkaidőben Berlinben, részmunkaidőben pedig Oslo Skillebekk negyedében élt. 2025. március 14-én halt meg, 83 éves korában.

## Regények
- Irr! Grønt! (1969)
- Arild Asnes, 1970 (1971)
- 25. septemberplassen (1974)
- Svik. Førkrigsår (1977)
- Krig. 1940 (War. 1940; 1978)
- Brød og våpen (Bread and Weapons; 1980)
- Gymnaslærer Pedersens beretning om den store politiske vekkelse som har hjemsøkt vårt land (1982)
- Forsøk på å beskrive det ugjennomtrengelige (1984)
- Roman 1987 (Novel 1987; 1987)
- Medaljens forside (The Front of the Medal; 1990)
- Ellevte roman, bok atten (Novel 11, Book 18; 1992)
- Genanse og verdighet (Shyness and Dignity; 1994)
- Professor Andersens natt (Professor Andersen's Night; 1996)
- T. Singer – (1999)
- 16/07/41 – (2002)
- Armand V. Fotnoter til en uutgravd roman (Armand V. Footnotes from an Unexcavated Novel; 2006)
- 17. roman (Novel 17; 2009)
- Det uoppløselige episke element i Telemark i perioden 1591-1896 : roman (2013)
- Tredje, og siste, roman om Bjørn Hansen (2019)

### Magyarul megjelent
- A mellékszereplő pillanata (Genanse og verdighet) – Polar Egyesület, Budapest, 2004 · ISBN 9632147227 · Fordította: Kertész Judit (Polar könyvek sorozat)
- Regény 1987 (Roman 1987) – L'Harmattan, Budapest, 2020 · ISBN 9789634146827 · Fordította: Szilágyi Orsolya (Valahol Európában sorozat)
- Tizenegyedik regény, tizennyolcadik könyv (Ellevte roman, bok atten) – Polar Egyesület, Budapest, 2024 · ISBN 9786155866487 · Fordította: Patat Bence (Polar könyvek sorozat)
- 17. regény (Bjørn Hansen 2.) (17. roman) – Polar Egyesület, Budapest, 2024 · ISBN 9786155866685 · Fordította: Patat Bence

## Egyéb írások és értékelés
Jon Michelet regényíróval Solstad az 1982-es, 1986-os, 1990-es, 1994-es és 1998-as FIFA-világbajnokságok után könyvet adott ki. Esszéíró is volt, főleg az 1960-as és 1970-es években. Ebből az időszakból készült esszéi az Artikler om litteratur 1966–1981 (1981) című gyűjteményben, a következő évtized esszéi pedig a 14 artikler på 12 år (1993) címmel jelentek meg.
PhD disszertációjában a Why So Big? A Literary Discourse Analysis of Dag Solstad's Authorship (Oslói Egyetem, 2009) Inger Østenstad különböző nézőpontokból érvel amellett, hogy Solstad Norvégia legnagyobb kortárs írója, és Dominique Maingueneau diskurzuselmélete az életmű, a recepció, a para- és a meta-szöveg azon összetevőinek elemzésére, amelyek Solstad esetében hozzájárulnak megalapozott nagyságához. Peter Handke, Karl Ove Knausgaard és Per Petterson, három kortárs író nagyra értékeli Solstado irodalmi kiválóságát. A The Paris Review irodalmi magazin Solstad norvég irodalomban betöltött státuszát Philip Roth amerikai, Günter Grass német irodalomban betöltött státuszához hasonlította; halála után Jonas Gahr Støre miniszterelnök minden idők egyik legjelentősebb norvég szerzőjének nevezte.

## Díjai
- 1969: Mads Wiel Nygaard's Endowment[11]
- 1969: Norwegian Critics Prize for Literature, for Irr! Grønt![12]
- 1982: Språklig samlings litteraturpris[11]
- 1989: Nordic Council's Literature Prize[11]
- 1992: Norwegian Critics Prize for Literature, for Novel 11, Book 18[12]
- 1996: Dobloug Prize[11]
- 1996: Gyldendalprisen[11]
- 1998: Brage Prize Honorary Award[13]
- 1999: Norwegian Critics Prize for Literature, for T. Singer[12]
- 2004: Aschehoug Prize[14]
- 2006: Brage Prize, for Armand V. Fotnoter til en uutgravd roman[13]
- 2007: Vestfolds Litteraturpris[11]
- 2017: Swedish Academy Nordic Prize[15]

## Fordítás
- Ez a szócikk részben vagy egészben  a   Dag Solstad című angol Wikipédia-szócikk fordításán alapul.  Az eredeti cikk szerkesztőit annak laptörténete sorolja fel. Ez a jelzés csupán a megfogalmazás eredetét és a szerzői jogokat jelzi, nem szolgál a cikkben szereplő információk forrásmegjelöléseként.